# Dorstenia zanzibarica
Dorstenia zanzibarica är en mullbärsväxtart som beskrevs av Daniel Oliver. Dorstenia zanzibarica ingår i släktet Dorstenia och familjen mullbärsväxter. Inga underarter finns listade i Catalogue of Life.